# Национально-демократическая партия (Египет)
Национально-демократическая партия (араб. الحزب الوطني الديمقراطى‎, Hizb al-watani ad-dimuqrati) — бывшая политическая партия в Египте.
Партия была основана Анваром Садатом в 1978 году как партия власти в условиях введения многопартийности. Предшественником НДП был созданный Гамалем Насером Арабский социалистический союз. После убийства Садата в 1981 году новым руководителем партии стал Хосни Мубарак, одновременно занявший пост президента Египта. С 2002 по 2011 годы руководителем политического комитета партии являлся Гамаль Мубарак, сын Хосни Мубарака.
На парламентских выборах при Мубараке НДП получала большинство голосов в Народной ассамблее (хотя на выборах 2005 года партия получила меньше половины депутатских мест, однако к её фракции присоединилось более половины «независимых» депутатов). Главным противником светской НДП являлась запрещённая исламистская организация «Братья-мусульмане». Партия приняла активное участие на парламентских выборах 28 ноября и 5 декабря 2010 года и завоевала 439 мест. 5 февраля 2011 года под давлением массовых протестов руководство партии подало в отставку.
Партия входила в Социалистический интернационал, откуда была исключена 31 января 2011 года. Численность членов партии составляла около 1,9 миллионов человек.
После свержения Хосни Мубарака 12 апреля 2011 года лидером партии был избран Талаат Садат — племянник убитого президента Садата, однако, несмотря на это, 16 апреля 2011 года партия была ликвидирована решением Высшего административного суда Египта.

## Руководители
- Анвар Садат (1971—1981)
- Хосни Мубарак (1981—2011)
- Талаат Садат (2011)